# Ingria svedese
L'Ingria svedese (Ingermanland in svedese), il cui territorio corrispondeva all'Ingria, era una provincia dell'Impero svedese, Acquistata una prima volta nel 1580 con la Pace di Pljussa stipulata al termine della Guerra di Livonia, nel 1595, fu restituita all'Impero russo con la Pace di Teusina dopo la guerra russo-svedese che era iniziata nel 1590. Dopo la guerra d'Ingria fu nuovamente ceduta, insieme alla Contea di Kexholm, all'Impero svedese con il Trattato di Stolbova del 1617 e vi rimase fino al 1721, quando ritornò alla Russia dopo il Trattato di Nystad, stipulato dopo la sconfitta svedese dopo la grande guerra del Nord.
Questo territorio, che confinava a ovest con l'Estonia svedese, a sud con l'Impero russo, ad est con il Lago Ladoga ed a nord con la Carelia, per la Svezia era di importanza strategica, poiché faceva da zona cuscinetto contro gli attacchi russi verso l'Istmo careliano e l'attuale Finlandia, e perché il commercio russo doveva transitare in territorio svedese. Inoltre l'Ingria divenne la destinazione dei deportati dalla Svezia. Le città di Ivangorod, Jama (ora Kingisepp), Caporie (ora Koporye) e Nöteborg (ora Schlüsselburg) divennero capoluoghi delle quattro contee ingriane (slottslän). Nel territorio erano presenti anche la fortezza di Nien, nella zona dove poi venne fondata San Pietroburgo, e quella di Šlissel'burg.
L'Ingria rimase scarsamente popolata. Nel 1664 gli abitanti risultavano circa 15.000. I tentativi degli svedesi di introdurvi il Luteranesimo si scontrarono con la resistenza della maggior parte della popolazione contadina, che era di religione ortodossa, che fu costretta a seguire le funzioni luterane; ai convertiti furono promesse sovvenzioni e riduzioni fiscali, ma l'aumento del numero dei luterani fu dovuto principalmente all'afflusso di nuovi abitanti provenienti dal Savo e dalla Carelia finlandese. L'Ingria fu infeudata a militari e funzionari dello stato svedese, che portarono con loro i propri servi e operai luterani.

## Elenco dei governatori
Stadtholder
- Samuel Nilsson till Hässle (1601–1607)
- Filip Scheiding (1607–1613)
- Evert Karlsson Horn af Kanckas (1613–1615)
- Anders Eriksson Hästehufvud (1615–1617)

Governatori dell'Ingria (Narva, Ivangorod, Jaama, Koporje e Nöteborg)
- Carl Carlsson Gyllenhielm (1617–1620)
- Henrik Klasson Fleming (1620–1622)
- Anders Eriksson Hästehufvud (1622–1626)
- Nils Assersson Mannersköld (1626–1629)
- Heinrich Matthias von Thurn (1629)

Governatori-Generali dell'Ingria e della Livonia
- Johan Skytte (1629–1634)
- Bengt Bengtsson Oxenstierna (1634–1643)

Governatori-Generali dell'Ingria e Kexholm
- Erik Carlsson Gyllenstierna (1642–1645)
- Carl Mörner (1645–1651)
- Erik Stenbock (1651–1654)
- Gustaf Evertsson Horn (1654–1657)
- Krister Klasson Horn af Åminne (1657–1659)
- Simon Grundel-Helmfelt (1659–1664)
- Jacob Johan Taube (Kudina mõisast) (1664–1668)
- Simon Grundel-Helmfelt (1668–1673)
- Jacob Johan Taube (1673–1678)
- Gustaf Adam Banér (1678)
- Jacob Johan Taube (1678–1681)

Governatori dell'Ingria
- Martin Schultz von Ascheraden (1681–1682)
- Hans von Fersen the older (1682–1683)
- Göran von Sperling (1683–1687)

Governatori-Generali dell'Ingria
- Göran von Sperling (1687–1691)
- Otto Wilhelm von Fersen (1691–1698)
- Otto Vellingk (1698–1703)